# Деметрій Фарський
Деметрій Фарський (дав.-гр. Δημήτριος ἐκ Φάρου, Δημήτριος ὁ Φάριος) — володар іллірійського племені ардіеїв та держави із столицею в Різоні.
Був вивищений царицею Тевтою, яка призначила його намісником острова Керкіра.
Під час війни Тевти з римлянами перейшов на бік ворога. За це отримав від них у нагороду частину земель, відібраних у Тевти.
Після смерті цариці став регентом при малолітньому пасинку Тевти — Пінні, а потім усунув того від влади і сам проголосив себе царем ардіеїв.
Здобувши царьку владу вважав себе вільним від зобов'язань, нав'язаних римлянами Тевті. За правління Деметрія зграї іллірійців наводили жах не лише на сусідні грецькі міста, але діставалися й до Егейського моря. Грекам це врешті-решт набридло і вони поскаржилися римлянам, а ті знову спрямували проти ардіеїв свій флот.
Деметрій зазнав остаточної поразки і втік до Македонії.